# 1926

## Esdeveniments
Països Catalans
- 16 d'abril, Barcelona: S'estrena Cançó d'amor i de guerra, sarsuela de Rafael Martínez i Valls, al Teatre Nou.[1]
- 17 de maig, Manresa: Es publica el darrer número del setmanari esportiu bagenc A ple aire.[2]
- 29 de setembre, Barcelona: Fundació del Col·legi Montserrat, per les Missioneres Filles de la Sagrada Família de Natzaret.
- 25 d'octubre, Barcelona: s'hi inauguren els Magatzems Jorba, al portal de l'Àngel.[3]
- Francesc Macià, des de l'exili, organitza el complot de Prats de Molló per envair Catalunya.
- Antoni Maria Alcover i Francesc de Borja Moll publiquen en fascicles el Diccionari català-valencià-balear.
- Barcelona: Inauguració del Ferrocarril Metropolità Transversal de Barcelona, construït per Ferrocarrils de la Mancomunitat de Catalunya, sota la direcció d'Esteban Terradas i Illa.
- Lleida: surt la revista literària i cultural Vida Lleidatana.
- Barcelona: es publica Espigues en flor, el segon llibre de poemes de Maria Antònia Salvà.[4]

Resta del món
- Espanya: S'emeten per primera vegada per ràdio diaris parlats, anomenats La palabra.[5]
- Bèlgica: Bèlgica deixa la Unió Monetària Llatina i introdueix una nova moneda, el belga.
- 8 de gener: Abd-al-Aziz ibn Saüd és proclamat rei del regne independent de Hijaz,[6] origen de l'Aràbia Saudita.
- 26 de gener - Londres: l'Esbajocaves John Logie Baird efectua la primera demostració pública de televisió en una botiga de Londres utilitzant un captador per disc de Nipkov. La definició és de 30 línies i la imatge mesura 3,8 sobre 5 centímetres
- 31 de gener: En Alemanya conclou l'ocupació de Colònia, amb la sortida de tropes aliades el dia anterior.[7]
- 3 de febrer Espanya: Ascendeix a general de brigada el coronel d'infanteria Francisco Franco, sent el general més jove de l'exèrcit espanyol.[8]
- 6 de febrer:
  - Se signa el Reial decret que institueix la Festa Nacional del Llibre a Espanya.[9]
  - Mussolini acusa a Alemanya d'una campanya contra Itàlia, la qual cosa provoca una crisi entre ambdós països.
  - Espanya i França planegen les accions militars conjuntes al Marroc.[10]
- 1 de març: S'estableix una línia aèria regular per a transport de passatgers entre Buenos Aires i Montevideo.[11]
- 5 d'abril, Madrid: L'Esquadrilla Elcano surt en direcció a Manila.[12]
- 7 d'abril, Itàlia: Violet Gibson fereix lleugerament a Benito Mussolini d'un tret en el nas.[13]
- 24 d'abril, Berlín, República de Weimar: se signa el Tractat de Berlín entre Alemanya i la Unió Soviètica.
- 17 de maig: El socialdemòcrata Wilhelm Marx és triat canceller del reich alemany.
- 23 de maig: La primera constitució del Líban és adoptada.[14]
- 27 de maig: una acció conjunta dels exèrcits colonials, francès i espanyol, acaba amb la República del Rif.
- 1 de juliol: El Guomindang comença una campanya d'unificació de territoris al nord de la Xina.
- 6 d'agost: Gertrude Ederle, nedadora estatunidenca, esdevé la primera dona en creuar nedant el Canal de la Mànega, batent el rècord masculí existent fins aquell moment.[15]
- 8 de setembre: La República de Weimar ingressa en la Lliga de les Nacions.[16]
- 11 de setembre, Roma, Itàlia: L'anarquista Gino Lucetti fa un atemptat contra Mussolini en què resulten ferits vuit vianants.
- 7 d'octubre, Espanya: primera celebració del Dia del Llibre, que amb el temps passaria al dia 23 d'abril.[17]
- 26 de novembre, Uruguai: se celebren eleccions, és elegit Juan Campisteguy Oxcoby.
- 17 de novembre: Cop d'estat de 1926 a Lituània, el president Kazys Grinius és deposat i lloc baix arrest domiciliari. Antanas Smetona assumeix el poder 2 dies després.
- 25 de desembre: Després de la mort de l'emperador japonès Yoshihito el príncep regent Hirohito es converteix en el nou emperador.[18]
- Es publica la primera edició del recull de relats Dos arquivos do trasno de Rafael Dieste Gonçalves
- Masrroc, Driss Chraïbi, escriptor.

### Premis Nobel
| Camp                  | Guardonats                            |
| --------------------- | ------------------------------------- |
| Física                | - Jean Baptiste Perrin                |
| Química               | - Theodor Svedberg                    |
| Medicina o Fisiologia | - Johannes Andreas Grib Fibiger       |
| Literatura            | - Grazia Deledda                      |
| Pau                   | - Aristide Briand - Gustav Stresemann |

## Naixements
Països Catalans
- 16 de gener - Barcelona: Arnau Puig i Grau, artista, crític d'art i filòsof català (m. 2020).[19]
- 9 de febrer - Barcelona: Manuel Cabero, director coral català (m. 2022).
- 11 de febrer - Barcelona: Griselda Pascual i Xufré, científica catalana vinculada a la investigació matemàtica i a la docència (m.2001).[20]
- 23 de febrer - València, Horta de València: Fernando Vizcaíno Casas, advocat, escriptor i periodista valencià.
- 4 de març - Palamós: Dolors Condom i Gratacòs, catedràtica i llatinista catalana (m. 2016).[21]
- 24 de març - Felanitx: Guillem Timoner Obrador, ciclista de pista mallorquí (m. 2023).

- 3 d'abril - Sitges, Garraf: Lolita Mirabent i Muntané, bibliotecària que visqué i exercí com a tal a Sitges (m. 2014).[23]
- 5 d'abril - Calonge, Empordà: Lluís Vilar i Subirana, historiador i activista cultural català.
- 17 d'abril - Barcelona: Montserrat Torrent i Serra, organista catalana.[24]
- 7 de maig - Sabadell, Vallès Occidental: Miquel Civil i Desveus, assiriòleg català (m. 2019).[25]
- 22 de maig - València: Concha Alós, escriptora valenciana en llengua castellana (m. 2011).[26]
- 22 de juny - Barcelona: Marta Mata, pedagoga i diputada socialista al Parlament, les Corts Espanyoles i el Senat.
- 8 de juliol - Zúric: Elisabeth Kübler-Ross, psicòloga suïssa-americana, escriptora, pionera en l'estudi d'experiències properes a la mort.[27]
- 11 de juliol: 
  - València: Carloandrés López del Rey, pintor.
  - Barcelona: Antònia Vilàs i Ferràndiz, poetessa, rapsoda, cantant, lletrista, compositora de cançons i havaneres (m. 2013).[28]
- 29 de juliol - Ciutadella de Menorca: Antoni Moll Camps, escriptor i traductor, considerat el «Patriarca de les lletres menorquines» (m. 2023).
- 2 d'agost - Barcelona: Maria Teresa Llorens i Crusat, mestra i compositora catalana (m. 2009).[29]
- 13 d'agost - Barcelona: Josep Sazatornil, conegut com a Saza, actor de teatre i cinema català resident a Madrid.
- 21 de setembre - Les Borges Blanques: Joan Botam i Casals, sacerdot i caputxí, pare de l'ecumenisme a Catalunya (m. 2023).
- 20 d'octubre - Sant Llorenç Savall, Vallès Occidental: Josep Dalmau i Olivé, sacerdot, escriptor, teòleg i activista català (m. 2018).[30]
- 4 de desembre - Tàrregaː Pilarín Minguell Pont, locutora a Ràdio Tàrrega i actriu.[31]
- 10 de desembre - Santanyí, Mallorca: Blai Bonet, poeta i escriptor mallorquí.
- 15 de desembre - Barcelona: Josep Maria Castellet, escriptor, crític literari i editor català.
- 16 de desembre - So N'Armadans, Palma: Caty Juan de Corral, escriptora, pintora, articulista i gastrònoma (m. 2014).
- 20 de desembre - Barcelona: Maria Víctor Gil, atleta catalana, campiona de la Cursa Jean Bouin cinc anys seguits, del 1947 al 1951 (m. 2016).
- 31 de desembre - Barcelona: Elena Blume i Carreras, gimnasta barcelonina, primera campiona de Catalunya de la història.[32]

Resta del món
- 12 de gener, Nova York (EUA): Morton Feldman, compositor estatunidenc (m. 1987).[33]
- 13 de gener, Kansas City, Missouri: Melba Liston, trombonista, arranjadora i compositora de jazz estatunidenca (m. 1999).[34]
- 15 de gener, Viena: Maria Schell, actriu austro-suïssa (m. 2005).[35]
- 17 de gener, Dunfermline: Moira Shearer, famosa ballarina i actriu escocesa (m. 2006).[36]
- 20 de gener, Packard, Kentucky: Patricia Neal, actriu estatunidenca de teatre i cinema, guanyadora d'un Oscar (m. 2010).[37]
- 29 de gener, Santokdas, Pakistan: Abdus Salam, físic pakistanès, guardonat amb el Premi Nobel de Física el 1979, Premi Internacional Catalunya del 1990.
- 2 de febrer, Coblença, Alemanya: Valéry Giscard d'Estaing, president de la República Francesa.[38]
- 17 de febrer, Viena (Àustria): Friedrich Cerha, compositor, violinista i director d'orquestra austríac.[39]
- 18 de febrer, Budapest: Susanna Egri, ballarina hongaresa, coreògrafa i professora de dansa.[40]
- 20 de febrer, 
  - Bromley: Gillian Lynne, ballarina, coreògrafa, actriu i directora de teatre, teatre musical i televisió anglesa (m. 2018).[41]
  - Allendale (Nova Jersey): Richard Matheson, escriptor i guionista nord-americà
- 27 de febrer, Windsor, Ontario, Canadà: David Hunter Hubel, neurobiòleg nord-americà d'origen canadenc, Premi Nobel de Medicina o Fisiologia de l'any 1981 (m. 2013)[42]
- 3 de març, Rupperswil, Suïssa: Lys Assia, cantant suïssa, guanyadora del primer Festival de la Cançó d'Eurovisió (m. 2018).[43]
- 6 de març, 
  - Suwałki, (Polònia):  Andrzej Wajda,director de cinema de polonès (m. 2016)[44]
  - Cesena, Emília-Romanya: Marietta Alboni, contralt italiana (m. 1894).[45]
- 8 de març:
  - La Robla, Castella i Lleó: Josefina Aldecoa, escriptora espanyola.[46]
  - Sant Joan Lohitzune: Jeanette Campbell, nedadora argentina (m. 20023).
- 16 de març, Newark, Nova Jersey, EUA: Jerry Lewis, actor i director de cinema estatunidenc (2017)[44]
- 18 de març, Ançã, Beira: Augusto Abelaira, novel·lista i periodista portuguès.
- 24 de març, Leggiuno-Sangiano, Itàlia: Dario Fo, dramaturg italià, Premi Nobel de Literatura de l'any 1997.
- 28 de març, Madrid: Cayetana Fitz-James Stuart, aristòcrata espanyola, cap de la Casa d'Alba (m. 2014).[47]
- 7 d'abril, Ciutat de Mèxic: Julio Scherer García, periodista i escriptor mexicà, director del periòdic Excélsior (1968 -76) i fundador del setmanari Proceso.
- 15 d'abril, Harlem, Nova York: Norma Merrick Sklarek, arquitecta afroamericana (m. 2012).[48]
- 21 d'abril, Londres, Anglaterra: Elisabet II del Regne Unit, aristòcrata anglesa, reina de la Gran Bretanya i Irlanda del Nord.[49]
- 23 d'abril, Brooklyn, Nova York, Estats Units: James Patrick Donleavy, escriptor estatunidenc nacionalitzat irlandès (m. 2017)[50]
- 28 d'abril, Monroeville (Alabama): Harper Lee, escriptora nord-americana.[51]
- 16 de maig, Kalisz, Polònia: Alina Szapocznikow, escultora polonesa, supervivent de l'Holocaust (m. 1973).[52]
- 26 de maig, Alton, Illinois (EUA: Miles Davis, trompetista, i compositor de jazz, un dels músics més influents del segle xx (m. 1991).[53]
- 1 de juny, Los Angeles, Califòrnia, EUA: Marilyn Monroe, actriu estatunidenca esdevinguda mite de l'erotisme i icona de l'art pop (m. 1962).
- 5 de juny, Ninotsminda: Gurguèn Dalibaltaian, militar armeni.[54]
- 8 de juny, Iași: Anatol Vieru, compositor, teòric i educador romanès (m. 1998).[39]
- 15 de juny, Juan Griego, Illa Margarita: Modesta Bor, compositora veneçolana de gran rellevància, pianista i directora coral (m. 1998).[55]
- 19 de juny, Nova Jersey: Erna Schneider Hoover, matemàtica nord-americana, inventora d'un automatisme de commutació telèfònica.[56]
- 25 de juny, Klagenfurt, Caríntia: Ingeborg Bachmann, escriptora austríaca (m. 1973).[57]
- 30 de juny, Nova York: Paul Berg, bioquímic nord-americà, Premi Nobel de Química de l'any 1980.
- 1 de juliol:
  - Nova York: Robert Fogel, economista, Premi Nobel d'Economia de 1993
  - Gütersloh, Westfàlia, Alemanya: Hans Werner Henze, compositor alemany (m. 2012).[58]
- 9 de juliol, Chicago, Illinois (EUA): Ben Roy Mottelson, físic danès d'origen estatunidenc, Premi Nobel de Física de l'any 1975.[59]
- 15 de juliol,Caseros, província de Buenos Aires: Leopoldo Galtieri Castelli, militar argentí que va ocupar de facto la presidència de la Nació entre 1981 i 1982, durant el període conegut com a Procés de Reorganització Nacional (m. 2003).[38]
- 16 de juliol, Nova York: Irwin Rose, bioquímic nord-americà, Premi Nobel de Química de l'any 2004 (m. 2015).[60]
- 18 de juliol, Boston, Lincolnshire: Elizabeth Jennings, bibliotecària, escriptora i poetessa anglesa (m. 2001).[61]
- 5 d'agost, París, França: Betsy Jolas, compositora francesa.[62]
- 10 d'agost - 
  - Lima (Perú): Blanca Varela Gonzales, poeta peruana, una de les veus poètiques importants d'Amèrica Llatina (m. 2009).[63]
  - Saint-Germain-en-Laye, Illa de França: Marie Claire Alain, organista francesa (m. 2013).[64]
- 11 d'agost, Zelvas, Lituània: Aaron Klug, químic britànic d'origen lituà, Premi Nobel de Química de l'any 1982 (m. 2018).[65]
- 13 d'agost, Mayarí, Holguín, Cuba: Fidel Castro, polític cubà, president de Cuba (m. 2016).[38]
- 14 d'abril, Madrid, Espanya: Leopoldo Calvo-Sotelo, polític espanyol, President del Govern d'Espanya
- 17 d'agost, Pamplona: María Luisa Elío, escriptora i actriu navarresa exiliada (m. 2009).[66]
- 3 de setembre, 
  - Chicago: Alison Lurie, escriptora estatunidenca i investigadora de la moda.[67]
  - Chiliomodi, Corint, Grècia: Irene Papas, actriu de cinema i teatre i cantant grega.[68]
- 14 de setembre, Mons-en-Barœul (França): Michel Butor, poeta, assagista i novel·lista francès (m. 2016).
- 19 de setembre, Toyohshi, Aichi, Japó: Masatoshi Koshiba, físic japonès, Premi Nobel de Física de l'any 2002.[69]
- 21 de setembre, Cleveland, Ohio (EUA): Donald Arthur Glaser, físic i neurobiòleg estatunidenc, Premi Nobel de Física de l'any 1960 (m. 2013).
- 23 de setembre, Hamlet, North Carolina (EUA):John Coltrane, saxofonista i compositor estatunidenc de jazz.(m. 1967).[70]
- 2 d'octubre - Chicago (EUA): Ramona Fradon, artista de còmics estatunidenca.[71][72]
- 11 d'octubre: Thich Nhat Hanh, monjo budista vietnamita i activista per la pau, promotor del budisme zen a occident.
- 15 d'octubre, Poitiers, França: Michel Foucault, filòsof francès (m.1984).[73]
- 18 d'octubre, Saint Louis, Missouri (EUA): Chuck Berry, compositor, intèrpret i guitarrista afroamericà de rock and roll (m. 2017).[74]
- 24 d'octubre, Logronyo, La Rioja: Rafael Azcona, guionista espanyol
- 25 d'octubre, Sant Petersburg, Rússia: Galina Vixnévskaia, soprano russa (m. 2012).[75]
- 7 de novembre, Sydney, Austràlia: Joan Sutherland, soprano australiana (m. 2010).[76]
- 8 de novembre, Terril, Iowa, USA: Darleane C. Hoffman, química nuclear estatunidenca.[77]
- 9 de novembre, París: Rachel Rosenthal, animalista
- 11 de novembre, 
  - Worcester (Massachusetts), EUA: Noah Gordon, novel·lista estatunidenc.
  - Nàpols, Itàlia: Maria Teresa de Filippis, pilot de curses automobilístiques italiana.[78]
- 14 de novembre, Londres: Quentin Crewe, escriptor.
- 29 de novembre, Esmirna, Turquia: Dilhan Eryurt, astrofísica turca que treballà per a la NASA en la missió Apollo 11 (m. 2012).[79]
- 30 de novembre, Vílnius, República de Polònia (avui Lituània): Andrew Victor Schally, metge, Premi Nobel de Medicina o Fisiologia de l'any 1977
- 9 de desembre, Boston, Massachusetts, EUA: Henry Way Kendall, físic nord-americà, Premi Nobel de Física de l'any 1990
- 11 de desembre, Montgomery, Alabama: Willie Mae Thornton, coneguda com a Big Mama Thornton, cantant estatunidenca de blues i rhythm and blues (m. 1984).[80]
- 12 de desembre: Roman Kroitor, cineasta canadenc
- 19 de desembre, Bagdad: Abd al-Wahhab al-Bayati, poeta iraquià.
- 28 de desembre, Missouri: Donna Hightower, cantant nord-americana (m. 2013).[81]
- Lima (Perú): Francisco Espinoza Dueñas, artista plàstic
- Nàuplia, Grècia: Nikos Karuzos, poeta en grec
- Gloria Stewart, cantant de jazz.
- Iola (Kansas): Don Coldsmith, escriptor

## Necrològiques
Països Catalans
- 29 de gener - Barcelona: Ángeles López de Ayala, activista política espanyola, la principal intel·lectual de finals del s. XIX (n. 1858).[82]
- 23 de febrer - Barcelona: Joan Llimona i Bruguera, pintor català (n. 1860).[83]
- 25 de febrer - Palma, Mallorca: Joan Alcover i Maspons, escriptor i polític mallorquí.
- 17 de març - Sant Mateu (Baix Maestrat): Manuel Betí Bonfill, historiador valencià (n. 1864).
- 12 d'abril - Santa Cruz de Tenerife: Clotilde Cerdà i Bosch, arpista, compositora, activista per millorar les condicions de les dones (n. 1861).[84]
- 8 de maig - Barcelona: Josep Collaso i Gil, polític i filantrop català (n. 1857).[85]
- 1 de juny - Barcelona: Ramon Turró i Darder, veterinari, biòleg i filòsof català (n. 1854).[86]
- 10 de juny - Barcelona: Antoni Gaudí i Cornet, arquitecte català.[87]
- 15 de setembre - Jena, Alemanya: Rudolf Christoph Eucken, filòsof i escriptor alemany, Premi Nobel de Literatura 1908 (n. 1846).
- 20 d'octubre - Sabadell (Vallès Occidental), Josep Mir i Marcet, metge i regidor de Sabadell.
- 20 de desembre - Barcelona: Narcisa Freixas i Cruells, compositora catalana i pedagoga musical.[88]

Resta del món
- 21 de gener - Pavia, (Itàlia): Camillo Golgi, metge italià, Premi Nobel de Medicina o Fisiologia de 1906 (n. 1843).
- 10 de febrer - Zwickau: Reinhard Vollhardt, compositor alemany.
- 21 de febrer - Leiden, Alemanya: Heike Kamerlingh Onnes, físic alemany, Premi Nobel de Física de l'any 1913 (n.1853).
- 23 de febrer - Barcelona: Joan Llimona i Bruguera, pintor català (n. 1860).
- 5 de març - Tolosa de Llenguadoc, Occitània: Clément Ader, enginyer occità.
- 25 d'abril - Ödeshög (Suècia): Ellen Key, feminista i sufragista sueca (n. 1849).[89]
- 4 de juny - Milà: Carolina Ferni, violinista i soprano italiana (n. 1846).[90]
- 14 de juny - Le Mesnil-Théribus, Illa de França: Mary Cassatt, pintora americana impressionista, establerta a París (n.1844).[91]
- 26 de juny - Stuttgart, Alemanya: Anna Peters, pintora alemanya (n. 1843).[92]
- 12 de juliol - Bagdad (Iraq): Gertrude Bell, viatgera, espia agent de l'Imperi britànic, arqueòloga i escriptora britànica (n. 1868).[93]
- 13 de juliol - Ankara: Ahmed Shukri Bey, polític turc (executat).
- 31 de juliol - Nova York: Carlota Matienzo Román, mestra i feminista que desenvolupà la trajectòria professional a Puerto Rico (n. 1881).[94]
- 9 de setembre - Hamburg, Alemanya: Bernhard Schädel, filòleg, fonetista i dialectòleg que influí molt en els filòlegs catalans contemporanis.
- 31 d'octubre - Detroit, els EUA: Harry Houdini, mag nord-americà d'origen hongarès (n. 1874).
- 5 de desembre - Giverny (França): Claude Monet, pintor impressionista francès (n. 1840).[95]
- 22 de desembre, París: Geneviève Halévy, influent salonnière francesa (n. 1849).[96]
- 25 de desembre - Hayama, Japó - Yoshihito, l'emperador Taishō del Japó (n. 1879).[97]
- 29 de desembre - Valmont (Suïssa): Rainer Maria Rilke, escriptor austríac (n. 1875).
- Massachusetts: Samuel Winkley Cole, músic.
- Madrid, Espanya: Maria Luisa de la Riva i Callol-Muñoz, pintora espanyola especialitzada en pintura de natura morta i de flors (n. 1859).[98]